# Бейлі Ендісон
Бейлі Ендісон (англ. Bailey Andison, 13 листопада 1997) — канадська плавчиня.
Учасниця Олімпійських Ігор 2020 року.
Призерка Панамериканських ігор 2019 року.